# アンドリー・ピアトフ
アンドリー・ヴァレリヨヴィチ・ピアトフ（ウクライナ語: Андрій Валерійович П'ятов, 1984年6月28日 - ）は、ウクライナ・キロヴォフラード出身の元サッカー選手。元ウクライナ代表。ポジションはGK。

## 経歴

### クラブ

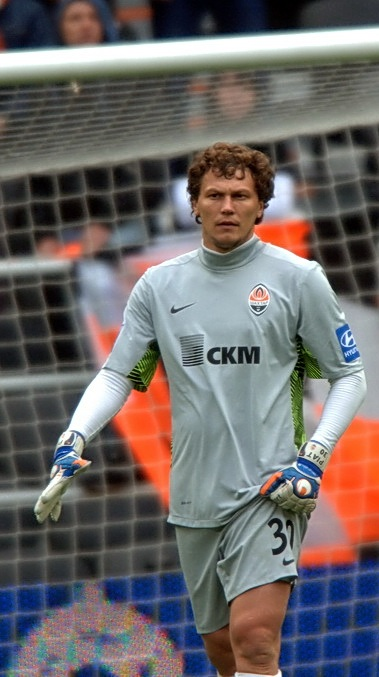
シャフタール時代のピアトフ

2002年、FCヴォルスクラ・ポルタヴァからデビューした。2006年12月13日、約64万ポンドの移籍金でFCシャフタール・ドネツクに移籍した。2006-07シーズン後半戦はレンタル移籍という形でヴォルスクラに留まった。2007-08シーズンにはボフダン・シュストに代わってシャフタールのレギュラーに定着し、UEFAチャンピオンズリーグの試合では2試合を完封した。2008-09シーズンはFCハルキウからルスタム・フザモフが加入し、シュスト、フザモフとのポジション争いは熾烈を極めた。しかし、リーグ戦でFCリヴィウに0-2で敗れると、ピアトフが再びポジションを手にした。2008年10月1日、UEFAチャンピオンズリーグのFCバルセロナ戦（ホーム1-2）では強豪を最後まで苦しめたが、87分以降にリオネル・メッシに2点を許して敗れた。グループ3位となって出場したUEFAカップでは、トッテナム・ホットスパーFC（イングランド）、PFC CSKAモスクワ（ロシア）、オリンピック・マルセイユ（フランス）、FCディナモ・キーウ（同国対決）、ヴェルダー・ブレーメン（ドイツ）相手に9試合で6点しか許さず、ウクライナ勢として初の同大会制覇を果たした。2008-09シーズンのリーグ戦ではリーグ最少の16失点（30試合）に抑えたが、ライバルのディナモ・キエフの優勝を許した。
2009年11月1日、FCチョルノモレツ・オデッサ戦でシャフタール移籍後100試合出場（72失点）を達成した。この試合ではマン・オブ・ザ・マッチに選ばれた。2009-10シーズンのUEFAヨーロッパリーグではグループリーグを首位で通過したが、決勝トーナメント1回戦で準優勝することになるフラムFC（イングランド）に敗れた。同シーズンのリーグ戦では移籍後2度目の優勝を果たした。2010-11シーズンのリーグ戦では2シーズンぶりにリーグ最少失点に抑え、2連覇を果たした。同シーズンのUEFAチャンピオンズリーグではアーセナルFC（イングランド）などを抑えてグループリーグを首位で突破し、決勝トーナメント1回戦ではASローマ（イタリア）に勝利した。準々決勝では2シーズン前にも戦ったFCバルセロナと対戦したが、2試合合計1-6で大敗した。

### 代表

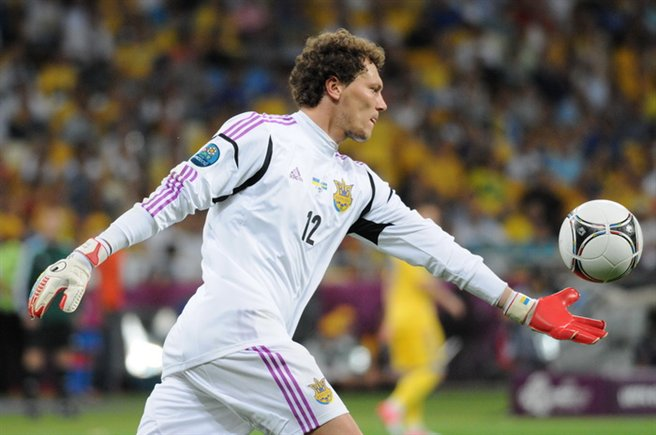
UEFA EURO 2012のスウェーデン戦でプレーするピアトフ

U-21ウクライナ代表としては20試合に出場し、ドミトロ・チグリンスキーやアルテム・ミレフスキーとともに出場した2006年のUEFA U-21欧州選手権では準優勝を果たした。同年にはドイツで開催された2006 FIFAワールドカップのメンバーに選ばれた。オレクサンドル・ショフコフスキーが全試合にフル出場したため、控えキーパーのピアトフとシュストは出場機会がなかったが、ウクライナは決勝トーナメント1回戦でスイスを下してベスト8となった。2010 FIFAワールドカップ・ヨーロッパ予選のベラルーシ戦 (1-0) ではクリーンシートを達成した。クロアチア戦 (0-0) ではルカ・モドリッチの2度の決定機を防ぎ、ウクライナに勝ち点1をもたらした。
ウクライナはUEFA EURO 2012の開催国であるため予選を戦っていない。2011年6月6日にはフランスとの親善試合に先発出場したが、この試合で4失点して敗れると、以後はUEFA EURO 2012本大会のメンバー発表まで招集されることがなかった。

## 個人成績
2010年10月18日時点
| クラブ                   | シーズン | 国内リーグ | 国内リーグ | 国内カップ | 国内カップ | 欧州カップ | 欧州カップ | 通算 | 通算 |
| クラブ                   | シーズン | 出場       | 得点       | 出場       | 得点       | 出場       | 得点       | 出場 | 得点 |
| ------------------------ | -------- | ---------- | ---------- | ---------- | ---------- | ---------- | ---------- | ---- | ---- |
| FCシャフタール・ドネツク | 2007-08  | 23         | 0          | 5          | 0          | 10         | 0          | 38   | 0    |
| FCシャフタール・ドネツク | 2008-09  | 24         | 0          | 3          | 0          | 17         | 0          | 44   | 0    |
| FCシャフタール・ドネツク | 2009-10  | 27         | 0          | 2          | 0          | 12         | 0          | 41   | 0    |
| FCシャフタール・ドネツク | 2010-11  | 13         | 0          | 1          | 0          | 3          | 0          | 17   | 0    |
| 通算                     | 通算     | 87         | 0          | 11         | 0          | 41         | 0          | 140  | 0    |

- 国内カップ – ウクライナ・カップとウクライナ・スーパーカップの合計

## 代表歴

### 出場大会
- ウクライナ代表
  - 2006 FIFAワールドカップ

### 試合数
- 国際Aマッチ 102試合 0得点（2007年-2022年）[1]

| ウクライナ代表 | 国際Aマッチ | 国際Aマッチ |
| 年             | 出場        | 得点        |
| -------------- | ----------- | ----------- |
| 2007           | 4           | 0           |
| 2008           | 5           | 0           |
| 2009           | 8           | 0           |
| 2010           | 5           | 0           |
| 2011           | 2           | 0           |
| 2012           | 10          | 0           |
| 2013           | 12          | 0           |
| 2014           | 7           | 0           |
| 2015           | 8           | 0           |
| 2016           | 10          | 0           |
| 2017           | 8           | 0           |
| 2018           | 6           | 0           |
| 2019           | 8           | 0           |
| 2020           | 3           | 0           |
| 2021           | 5           | 0           |
| 2022           | 1           | 0           |
| 通算           | 102         | 0           |

## タイトル

### クラブ
シャフタール・ドネツク
- ウクライナ・プレミアリーグ: 2007-08, 2009-10, 2010-11, 2011-12, 2012-13, 2013-14, 2016-17, 2017-18, 2018-19, 2019-20, 2022-23
- ウクライナ・カップ: 2007-08, 2010-11, 2011-12, 2012-13, 2015-16, 2016-17, 2017-18, 2018-19
- ウクライナ・スーパーカップ: 2008, 2010, 2012, 2013, 2014, 2015, 2017, 2021
- UEFAカップ: 2008-09